# Lorettokapelle (Dürmentingen)

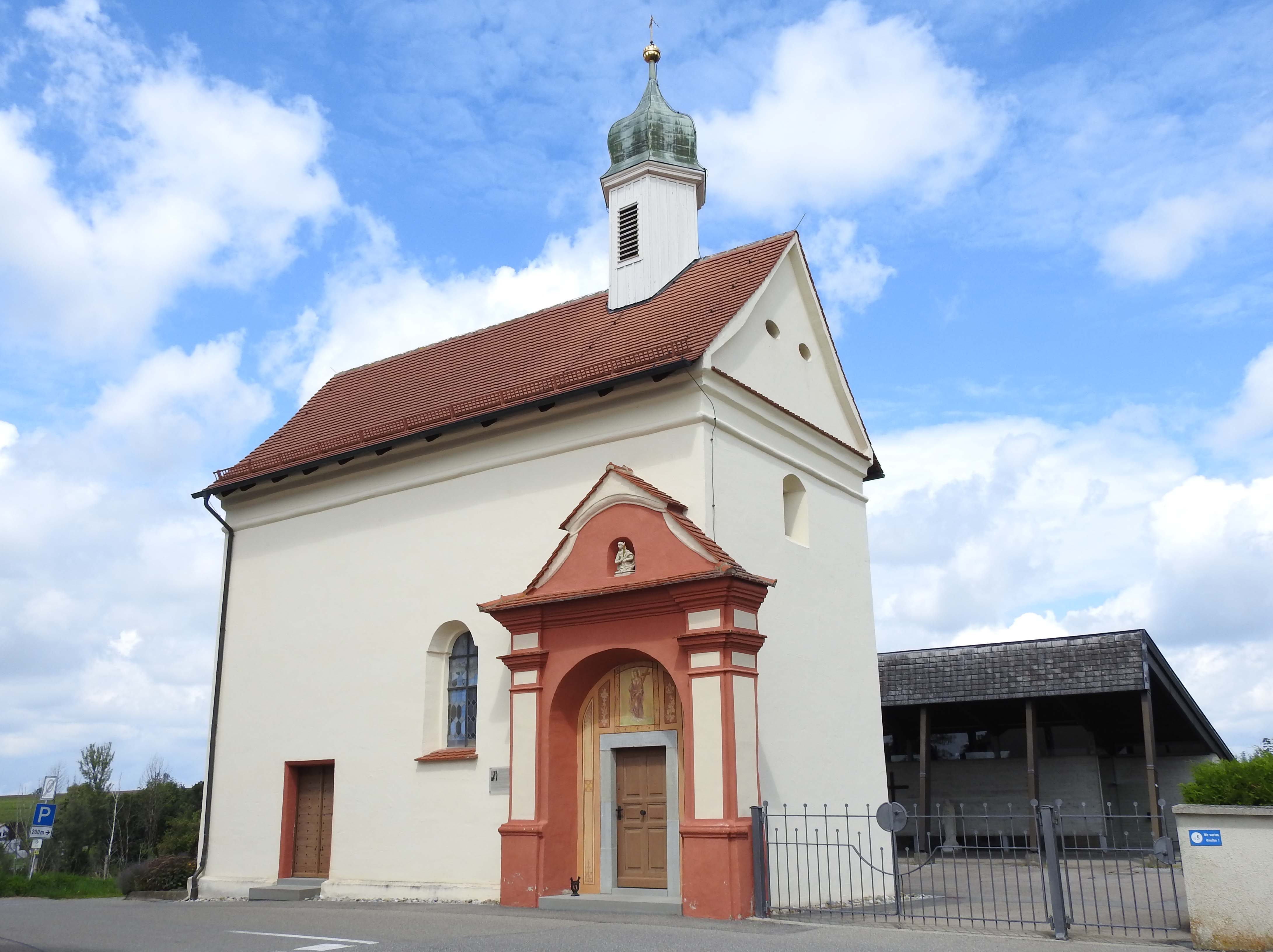
Lorettokapelle in Dürmentingen

Die römisch-katholische Lorettokapelle steht in Dürmentingen im Landkreis Biberach in Baden-Württemberg. Sie gehört zur Diözese Rottenburg-Stuttgart. Die Kapelle ist als Denkmal beim Landesamt für Denkmalpflege Baden-Württemberg eingetragen.

## Beschreibung
Die Loretokapelle wurde 1668/70 erbaut. Sie besteht aus einem Langhaus, aus dessen Satteldach sich ein sechseckiger Dachreiter erhebt, der den Glockenstuhl beherbergt und mit einer Zwiebelhaube bedeckt ist. Die Verdachung des Portals an der Südseite wird von Pilastern getragen. 
Der Innenraum ist mit einem Tonnengewölbe überspannt. Ein Epitaph für einen Adeligen aus dem Haus Waldburg hat Joseph Anton Feuchtmayer gestaltet. Eine Statue der heiligen Ottilie ist spätgotisch.